# Ponsan-Soubiran
Ponsan-Soubiran este o comună în departamentul Gers din sudul Franței. În 2009 avea o populație de 123 de locuitori.

## Evoluția populației
| An        | 1975 | 1982 | 1990 | 1999 | 2006 | 2009 |
| --------- | ---- | ---- | ---- | ---- | ---- | ---- |
| Populație | 117  | 108  | 122  | 118  | 130  | 123  |